# Limnodromus
Limnodromus is een geslacht van vogels uit de familie strandlopers en snippen (Scolopacidae). Het geslacht telt 3 soorten.

## Soorten
- Limnodromus griseus  – Kleine grijze snip
- Limnodromus scolopaceus  – Grote grijze snip
- Limnodromus semipalmatus  – Aziatische grijze snip